# Лизость к телу. Рейтинг подхалимов России
Лизость к телу. Рейтинг подхалимов России — ежегодный рейтинг, публиковавшийся российским политическим журналом «Коммерсант-Власть»  в течение шести лет с 2007 по 2012 год. 
Рейтинг включал в себя подхалимские цитаты в адрес президента и премьер-министра РФ российских государственных, политических, общественных и религиозных деятелей. В рейтинг отбирались самые фанатичные и комплиментарные высказывания. Также редакция журнала называла рейтинг «конкурсом подхалимажа». В некоторых средствах массовой информации рейтинга журнала называли «рейтингом лизоблюдов».

## История
Впервые «Рейтинг подхалимов России» был опубликован в 2007 году главным редактором журнала «Коммерсант-Власть» Максимом Ковальским.
Подводя итоги 2007 года, редакция журнала решила дать читателям возможность выбрать, кто оказался более других искусен в восхвалении первого лица государства. Для участия в конкурсе подхалимажа «Власть» отобрала 40 наиболее ярких высказываний, авторами которых стали чиновники, политики, чемпионы, творческие личности и общественные деятели.
Особенностью рейтинга было то, что читатели могли проголосовать на сайте издания за автора хвалебной цитаты о Владимире Путине или Дмитрии Медведеве. Лидеров рейтинга выбирали посредством народного интернет-голосования.
В 2007 году Высшая школа экономики разместила у себя на сайте статью «Лизость к телу. Лидеры отечественного подхалимажа». В рейтинг был включён заместитель декана факультета прикладной политологии Высшей школы экономики Леонид Поляков, комплиментарно высказавшийся на круглом столе «План Путина. Этапы реализации» в сентябре 2007 года.
Начиная с 2008 по 2012 год «Рейтинг подхалимов России» публиковался ежегодно в № 50 издания. О рейтинге много писали и рассказывали другие СМИ, региональные СМИ часто рассказывали о региональных политиках, включенных в рейтинг.
О рейтинге неоднократно писали на сайтах Коммунистической партии Российской Федерации и в иностранных СМИ.
В 2012 году редактор журнала «Коммерсант-Власть» Максим Ковальский был со скандалом уволен. Вскоре прекратилось и издание журнала «Коммерсант-Власть».

## Победители рейтинга
Ведущим подхалимом в 2007 году был назван председатель ЦИК Владимир Чуров с риторическим вопросом «Разве Путин может быть не прав?».
В 2008 году первое место в Рейтинге российских подхалимов заняла политик Валентина Матвиенко, второе место занял режиссёр Никита Михалков.
В 2009 году главным подхалимом года был признан Михаил Боярский. Второе место заняла поэтесса из Саратова Ирина Коннова, автор, в частности, таких строк: «Малышей теперь в России путинятами зовут!», третье место занял президент Чечни Рамзан Кадыров, нижние позиции заняли патриарх РПЦ Кирилл, модельер Вячеслав Зайцев, певец Борис Моисеев.
В 2010 и в 2011 году первое место в рейтинге занял Рамзан Кадыров. На втором месте в 2010 году был глава Росмолодежи Василий Якеменко со своей фразой о том, что человек с неумеренным аппетитом обкрадывает страну и Путина. В 2011 году второе место в рейтинге подхалимов занял глава Липецкой области Олег Королёв.
В 2012 году третье место в конкурсе «лучших подхалимских изречений» предварительно занимал новосибирский депутат Мочалин, первое место занимал патриарх Кирилл, второе — министр культуры Владимир Мединский, высказывавший сомнения относительно легитимности всех предшественников Путина.